# Eisenbahnbrücke Wenholthausen
Die Eisenbahnbrücke Wenholthausen ist ein denkmalgeschütztes Bauwerk in Wenholthausen, einem Ortsteil von Eslohe im Hochsauerlandkreis (Nordrhein-Westfalen).

## Lage
Die Eisenbahnbrücke der stillgelegten Bahnstrecke Finnentrop–Wennemen quert in einem spitzen Winkel die Wenne und die Straße nach Eslohe.

## Geschichte und Architektur

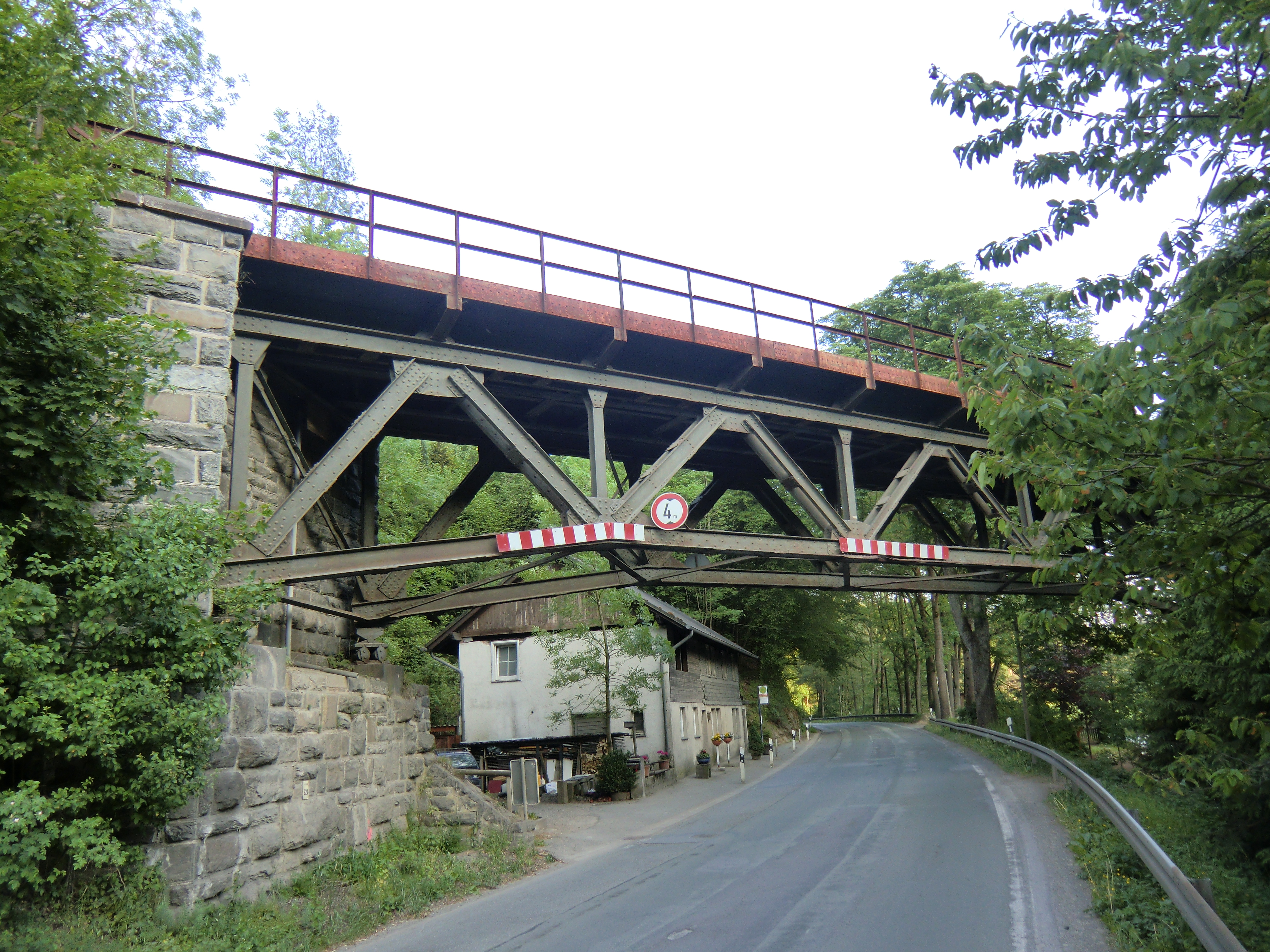
Brücke von Norden

Sie wurde 1909 als genietete Stahlfachwerkkonstruktion auf Betonpfeilern mit Bruchsteinverkleidung errichtet. Das unter der Fahrbahn liegende Trägerwerk ist im mittleren Segment in Fischbauchträgerbauweise ausgeführt. Es handelt sich hier um eine für die Bauzeit charakteristische Konstruktionsart, die allerdings wegen der dafür erforderlichen großen Querungshöhe nur selten angewandt wurde.